# Angelo Dessy
Angelo Dessy (Alghero, 10 luglio 1907 – Roma, 17 gennaio 1983) è stato un attore italiano.

## Biografia
Si diplomò al Centro sperimentale di cinematografia in recitazione. Esordì nel 1940 con L'assedio dell'Alcazar di Augusto Genina e in seguito interpretò vari ruoli minori.
Nel 1944 si spostò a Venezia, sotto l'egida della Repubblica Sociale Italiana.
Nel dopoguerra apparve in una trentina di film, l'ultimo nel 1970.

## Filmografia

### Cinema
- L'assedio dell'Alcazar, regia di Augusto Genina (1940)
- La peccatrice, regia di Amleto Palermi (1940)
- La prima donna che passa, regia di Max Neufeld (1940)
- Beatrice Cenci, regia di Guido Brignone (1941)
- Il bravo di Venezia, regia di Carlo Campogalliani (1941)
- Sancta Maria, regia di Pier Luigi Faraldo e Edgar Neville (1941)
- Se io fossi onesto, regia di Carlo Ludovico Bragaglia (1942)
- La bella addormentata, regia di Luigi Chiarini (1942)
- Don Cesare di Bazan, regia di Riccardo Freda (1942)
- I due Foscari, regia di Enrico Fulchignoni (1942)
- Pazzo d'amore, regia di Giacomo Gentilomo (1942)
- Gelosia, regia di Ferdinando Maria Poggioli (1942)
- Spie fra le eliche, regia di Ignazio Ferronetti (1943)
- L'angelo bianco, regia di Giulio Antamoro, Federico Sinibaldi e Ettore Giannini (1943)
- Harlem, regia di Carmine Gallone (1943)
- Il paese senza pace, regia di Leo Menardi (1943)
- Lacrime di sangue, regia di Guido Brignone (1944)
- Posto di blocco, regia di Ferruccio Cerio (1945)
- La vita semplice, regia di Francesco De Robertis (1946)
- Gioventù perduta, regia di Pietro Germi (1948)
- L'isola di Montecristo, regia di Mario Sequi (1948)
- Il bacio di una morta, regia di Guido Brignone (1949)
- Patto col diavolo, regia di Luigi Chiarini (1949)
- Contro la legge, regia di Flavio Calzavara (1950)
- Barriera a settentrione, regia di Luis Trenker (1950)
- Zappatore, regia di Rate Furlan (1950)
- Io sono il Capataz, regia di Giorgio Simonelli (1951)
- Incantesimo tragico (Oliva), regia di Mario Sequi (1951)
- O.K. Nerone, regia di Mario Soldati (1951)
- Anema e core, regia di Mario Mattoli (1951)
- Malavita, regia di Rate Furlan (1951)
- Vendetta... sarda, regia di Mario Mattoli (1951)
- Il segreto delle tre punte, regia di Carlo Ludovico Bragaglia (1952)
- Carne inquieta, regia di Silvestro Prestifilippo (1952)
- Terra straniera, regia di Sergio Corbucci (1952)
- Il prezzo dell'onore, regia di Ferdinando Baldi (1953)
- Dramma nella Kasbah, regia di Ray Enright e Edoardo Anton (1953)
- Il mostro dell'isola, regia di Roberto Bianchi Montero (1954)
- Grisbì (Touchez pas au grisbi), regia di Jacques Becker (1954)
- La barriera della legge, regia di Piero Costa (1954)
- Un giglio infranto, regia di Giorgio Walter Chili (1955)
- I girovaghi, regia di Hugo Fregonese (1956)
- Tabarin, regia di Richard Pottier (1958)
- Il sepolcro dei re, regia di Fernando Cerchio (1960)
- ...e la donna creò l'uomo, regia di Camillo Mastrocinque (1964)
- Panic Button... Operazione fisco! (Panic Button), regia di George Sherman e Giuliano Carnimeo (1964)
- La jena di Londra, regia di Gino Mangini (1964)
- Uccidete Johnny Ringo, regia di Gianfranco Baldanello (1966)
- Missione apocalisse, regia di Guido Malatesta (1966)
- I criminali della metropoli, regia di Gino Mangini (1967)
- La taglia è tua... l'uomo l'ammazzo io, regia di Edoardo Mulargia (1969)
- Shango, la pistola infallibile, regia di Edoardo Mulargia (1970)
- La sfida dei MacKenna, regia di León Klimovsky (1970)
- Dieci bianchi uccisi da un piccolo indiano, regia di Gianfranco Baldanello (1974)